# Chaetobranchopsis
Chaetobranchopsis ist eine Buntbarschgattung aus dem tropischen Südamerika. Der wissenschaftliche Gattungsname bezieht sich auf die feinen, langen Kiemenreusen der Gattung und die Ähnlichkeit mit Chaetobranchus (Gr.: „chaetos“ = Borste + „branchiae“ = Kieme + „opsis“ = Aussehen). Die zwei Arten der Gattung kommen im Amazonasbecken und in den Stromgebieten von Río Paraná und Río Paraguay vor.

## Merkmale
Chaetobranchopsis-Arten ähneln den Arten der Gattung Chaetobranchus, bleiben mit maximal 20 Zentimeter Länge aber etwas kleiner. Sie sind noch hochrückiger und seitlich stärker abgeflacht. Ihr Schwanzstiel ist kürzer, das Kopfprofil steiler. Außerdem besitzen sie drei Flossenstacheln in der Afterflosse, Chaetobranchus hat dort 5 bis 6 (meistens 4) Flossenstacheln. Wie bei Chaetobranchus sind die Kiemenrechen in Anpassung an die planktonische Nahrung lang und schlank. Auch die Bezahnung ist ähnlich. Die unpaaren Flossen sind stark beschuppt. Auf den „Wangen“ finden sich drei bis vier nicht unterbrochene Schuppenreihen. Ungewöhnlich für Buntbarsche sind Reihen von porentragenden Schuppen (Seitenlinienfortsätze) auf der Rückenflosse zwischen den Flossenstrahlen D1 und D2 und auf den Bauchflossen zwischen den Flossenstrahlen V1 und V2, sowie zwischen V3 und V4. Die Schuppen auf den Körperseiten sind relativ groß.
- Schuppenformel: mLR 26-29.

## Systematik
Zusammen mit der Schwestergattung Chaetobranchus bildet Chaetobranchopsis die Tribus Chaetobranchini innerhalb der Neuwelt-Buntbarsche (Cichlinae), welche die Schwestergruppe zu den Geophagini bildet.

## Arten
- Chaetobranchopsis australis Eigenmann & Ward, 1907; Stromgebiete von Río Paraná und Río Paraguay, möglicherweise auch im bolivianischen und angrenzenden brasilianischen Amazonasbecken.
- Chaetobranchopsis orbicularis (Steindachner, 1875); im mittleren und unteren Amazonas von der Mündung des Rio Negro bis zur Insel Marajó im Mündungsgebiet des Amazonas und im brasilianischen Bundesstaat Amapá.